# The Greatest Hits (album 3 Doors Down)
The Greatest Hits – kompilacyjny album amerykańskiego zespołu rockowego 3 Doors Down. Wydany 19 listopada 2012 roku przez wytwórnię płytową Republic Records. Wydawnictwo zawiera dziewięć utworów w odświeżonych wersjach, pochodzących z poprzednich albumów oraz trzy premierowe piosenki - "One Light," "There's a Life," i "Goodbyes".

## Lista utworów
Opracowano na podstawie materiału źródłowego.
| 1.  | "Kryptonite"        | 4:02  |
|     |                     |       |
| 2.  | "When I'm Gone"     | 4:20  |
|     |                     |       |
| 3.  | "Here Without You"  | 3:55  |
|     |                     |       |
| 4.  | "It's Not My Time"  | 4:02  |
|     |                     |       |
| 5.  | "Let Me Go"         | 4:03  |
|     |                     |       |
| 6.  | "Be Like That"      | 4:26  |
|     |                     |       |
| 7.  | "Loser"             | 4:34  |
|     |                     |       |
| 8.  | "Away from the Sun" | 3:48  |
|     |                     |       |
| 9.  | "Duck and Run"      | 3:52  |
|     |                     |       |
| 10. | "One Light"         | 2:56  |
|     |                     |       |
| 11. | "There's a Life"    | 3:10  |
|     |                     |       |
| 12. | "Goodbyes"          | 3:50  |
|     |                     |       |
|     |                     | 46:58 |
|     |                     |       |

## Pozycje na listach
| Notowania                                      | Najwyższa pozycja |
| ---------------------------------------------- | ----------------- |
| US. (Billboard 200)                            | 100               |
| US. Hard Rock Albums (Billboard)               | 7                 |
| US. Modern Rock/Alternative Albums (Billboard) | 14                |
| US. Rock Albums (Billboard)                    | 26                |

## Twórcy
Skład zespołu
- Brad Arnold – wokal prowadzący, perkusja (utwory 1, 6, 7, 9)
- Todd Harrell – gitara basowa
- Chris Henderson – gitara rytmiczna
- Matt Roberts – gitara prowadząca, wokal wspierający (utwory 1-9)
- Greg Upchurch – perkusja (utwory 4, 10-12)

Dodatkowi muzycy
- Chet Roberts – gitara prowadząca (utwory 10-12)
- Daniel Adair – perkusja (utwór 5)
- Josh Freese – perkusja (utwory 2, 3, 8)